# Veronica Roth
Veronica Roth (Cidade de Nova Iorque, 19 de agosto de 1988) é uma escritora americana. 
É conhecida mundialmente por seus livros da aclamada saga Divergente. Os direitos cinematográficos da trilogia Divergente foram vendidos em abril de 2012, e a adaptação do primeiro livro chegou aos cinemas em 21 de março de 2014. O segundo filme, baseado em Insurgente, foi lançado no dia 19 de março de 2015 nos cinemas brasileiros.[carece de fontes?]

## Vida pessoal
Sua mãe, Barbara Ross, é uma famosa fotógrafa que mora em Barrington. Veronica é a caçula de três filhos. Seus pais se divorciaram, e sua mãe se casou novamente com Frank Ross, um consultor financeiro. Seus irmãos moram em Chicago.[carece de fontes?]
Seu pai é alemão (nascido em Colômbia). A família de sua mãe é polaca. Seus avós maternos eram sobreviventes de campos de concentração, cujas convicções religiosas empurraram sua mãe para longe da religião. Veronica aprendeu sobre a religião cristã participando de um estudo bíblico cristão durante seus anos de ensino médio. Formou-se na Barrington High School. Depois de participar de um ano de faculdade no Carleton College, ela se transferiu para a Universidade Northwestern para seu programa de escrita criativa. Ela se casou com o fotógrafo Nelson Fitch em 2011. O casal mora em Chicago desde 2012.[carece de fontes?]

## Carreira
Roth é mundialmente conhecida por sua trilogia distópica composta pelos seguintes volumes: Divergente, Insurgente e Convergente. 
Foi indicada ao Goodreads Choice Award 2011 e ganhou em 2012 nas categorias Jovem Adulto Fantasia & Ficção Científica e Melhor Autora. Roth escreveu o primeiro livro da série durante suas férias de inverno em seu último ano na Universidade Northwestern. Sua carreira decolou rapidamente com o sucesso de seu primeiro romance, tendo os direitos cinematográficos do romance vendidos antes mesmo de ela se formar na faculdade.[carece de fontes?]
Veronica escreveu quatro contos adicionais após o término da série Divergente. Eles são narrados do ponto de vista de Tobias Eaton. A Transferência, o primeiro dos quatro contos, narra a vida de Tobias quando o mesmo tinha 16 anos e trocou de facção, e foi lançado em 3 de setembro de 2013. A segunda história foi intitulada A Iniciação. As demais histórias, O Filho e O Traidor foram publicadas em julho de 2014. Elas são vendidas separadamente como e-books, e também em livros físicos unidos sob o título de: Quatro - Histórias da Série Divergente.
Roth anunciou recentemente que está trabalhando em novos livros. Exclusivamente para a Entertainment Weekly, Veronica revelou a capa, título e um capítulo completo do livro. "Carve the Mark" [Crave a Marca], o primeiro da série (jovem adulto) com pegada sci-fi, será publicado em 17 de janeiro 2017 nos Estados Unidos e também no Brasil pela Editora Rocco.  Seguido pela continuação (ainda sem título revelado), que será publicada em 2018. No projeto novo, Veronica Roth explora a história de um garoto que forma uma aliança improvável com o inimigo. Ambos desesperados para escapar das suas vidas opressivas, eles se ajudam a obter aquilo que mais desejam: para um, redenção, e para o outro, vingança. Roth comentou, “Eu estou muito animada para trabalhar nessa nova série. Eu mal posso esperar para compartilhar com os leitores!“.[carece de fontes?]
Veronica Roth lançará um epílogo intitulado We Can Be Mended(Podemos Ser Consertados – tradução livre) focado apenas no personagem Tobias Eaton. O conteúdo abordará a vida do personagem cinco anos após o final do livro Convergente. Isso faz parte da divulgação do novo livro da autora Roth, Carve The Mark (Crave a Marca). Os fãs que comprarem o livro na pré-venda, receberão o epílogo We Can Be Mended como presente.[carece de fontes?]

## Adaptações Cinematográficas
Roth vendeu os direitos de filmagem da série Divergente para a Summit Entertainment. O filme Divergente foi lançado em 17 de março de 2014 . A sequência Insurgente, foi lançada em 20 de março de 2015. Em 11 de abril de 2014. [carece de fontes?]
A Summit Entertainment anunciou que o terceiro livro da série, Convergente, seria adaptado em dois filmes, intitulados: Convergente - Parte 1 e Convergente - Parte 2, com a Parte 1 a ser lançada em 18 de março de 2016 e a Parte 2 em 24 de março de 2017. Depois com mudanças, seriam adaptados o terceiro e último livro da série, Convergente e Ascendente foram os nomes divulgados, que substituíram "Convergente - Parte 1" e  "Convergente - Parte 2". A mudança anunciou que o filme Ascendente (livro não existente) seria feito a partir de uma história original, não adaptada dos livros, causando mudanças drásticas quanto à história original do livro. Tal fato gerou revolta entre os fãs da trilogia dos livros. [carece de fontes?]
O lançamento do filme Convergente ocorreu na data anunciada, porém o filme foi um fracasso perto de seus antecedentes, o que gerou inúmeras complicações quanto ao lançamento do último filme da franquia. Por Convergente não ter conseguido cobrir os custos com sua faturação, a Lionsgate começou a trabalhar a possibilidade de o prometido último filme ser de baixo orçamento. [carece de fontes?] Ascendente foi, então, adiado para 9 de junho de 2017, com novo diretor anunciado. Após esses fatos, notícias surpreenderam não apenas os fãs, mas também os atores envolvidos na franquia. Segundo o site Variety, o filme não seria mais lançado nos cinemas e sim em um canal televisivo. Após o filme ser lançado na TV. ainda haveria possibilidade de uma série spin-off. Na série, podem se basear no livro Quatro, antes dos acontecimentos em Divergente ou até mesmo após Ascendente. Shailene Woodley, Theo James, Ansel Elgort e o restante do elenco assinaram um contrato para quatro filmes, mas no termo, requer que os filmes sejam lançados nos cinemas, o que foi totalmente contrário ao que a Lionsgate anunciou. Os atores se pronunciaram afirmando não estarem sabendo das mudanças e que estavam tão surpresos e decepcionados quanto os fãs. [carece de fontes?]
Veronica Roth também pronunciou-se em uma nota, justificando não depender dela os rumos que as adaptações de seus livros tomam: 
"Queridos leitores de Divergente,
Muitos de vocês sempre me perguntam o que está acontecendo com o filme de Ascendente… Eu não fui parte da decisão de dividir o último livro em duas partes. Eu fiquei curiosa para saber como a equipe ia lidar com isso. E agora a situação é um pouco incerta para o capítulo final da série. Eu, assim como vocês, estou esperando para saber o que vai acontecer. Como eu já disse, é muito incomum para um autor ter controle criativo sobre as adaptações de seus livros. A Lionsgate ouviu o meu parecer, mas no final do dia, eles fazem o que eles acham melhor. O que tiver que acontecer, espero que seja o certo para a história e os personagens. E certamente vou compartilhar informações quando eu souber de algo. Obrigada por continuarem animados com os livros e filmes. Em breve vocês poderão se juntar a mim no meu próximo livro, Carve the Mark. Terei ótimas novidades em breve!"
Os rumos ainda seguem incertos.

## Faturamento
Com apenas 28 anos, Veronica entrou para a lista dos autores mais lucrativos do mundo, feita pela Revista Forbes. Veronica fatura anualmente mais de 17 milhões de dólares, ficando na 7ª colocação. Veronica é a autora mais jovem a entrar neste ranking, sendo considerada uma das melhores autoras para o público jovem-adulto da atualidade.[carece de fontes?]

## Obras

### Série Divergente
- Divergent (2011) Divergente (Rocco, 2012)
- Insurgent (2012) Insurgente (Rocco, 2013)
- Allegiant (2013) Convergente (Rocco, 2014)

#### Spin-offs
- The World of Divergent: The Path to Allegiant (2013)
- Four: A Divergent Collection (2014) Quatro: Histórias da Série Divergente (Rocco, 2014) prequela.
- We Can be Mended (2017)

### Antologia Shards and Ashes
- Hearken (2013), conto.
- Ark (2019), e-book

### Série Crave a Marca
- Carve the Mark (2017) no Brasil: Crave a Marca (Rocco, 2017) em Portugal: Gravar as Marcas (HarperCollins Ibérica, 2017)
- The Fates Divide (2018) Destinos Divididos no Brasil: (Rocco, 2019) em Portugal: (HarperCollins Ibérica, 2019)

#### Relacionado
- The End and Other Beginnings: Stories from the Future (2019), antologia, possui seis contos, dois contos são da série Crave a Marca.

### Série Os Escolhidos
- Chosen Ones (2020) em Portugal: Os Escolhidos (Saída de Emergência, 2020)